# 水竹町
水竹町（みずたけちょう）は、愛知県蒲郡市の地名。

## 地理
蒲郡市中央部に位置する。西は神ノ郷町、北は清田町に接する。

### 河川
- 落合川[1]

## 歴史

### 人口の変遷
国勢調査による人口および世帯数の推移。
| 1995年（平成7年）  | 815世帯 2749人  |  |
| 2000年（平成12年） | 885世帯 2829人  |  |
| 2005年（平成17年） | 938世帯 2770人  |  |
| 2010年（平成22年） | 1087世帯 3252人 |  |
| 2015年（平成27年） | 1125世帯 3210人 |  |
| 2020年（令和2年）  | 1299世帯 3527人 |  |

## 交通
- 愛知県道蒲郡本宿線[1]
- 都市計画道路蒲郡環状線[1]

## 施設
- 中央公園[1]
- 蒲郡市立中部中学校[1]
- 水竹神社[1]
- 乙姫神社[1]
- 浄土真宗本願寺派元徳寺[1]
- 浄土宗西山深草派崇心寺[1]

### WEB
1. ↑  “愛知県蒲郡市の町丁・字一覧”.   人口統計ラボ. 2024年1月22日閲覧。
2. 1 2  総務省統計局 (2022年2月10日). “令和2年国勢調査の調査結果(e-Stat) - 男女別人口，外国人人口及び世帯数－町丁・字等” (CSV). 2023年8月2日閲覧。
3. ↑  “愛知県蒲郡市の郵便番号一覧”.   日本郵便. 2024年1月22日閲覧。
4. ↑  “市外局番の一覧” (PDF).   総務省 (2022年3月1日). 2022年3月22日閲覧。
5. ↑  “ナンバープレートについて”.   一般社団法人愛知県自動車会議所. 2024年1月21日閲覧。
6. ↑  総務省統計局 (2014年3月28日). “平成7年国勢調査の調査結果(e-Stat) - 男女別人口及び世帯数 －町丁・字等” (CSV). 2021年7月20日閲覧。
7. ↑  総務省統計局 (2014年5月30日). “平成12年国勢調査の調査結果(e-Stat) - 男女別人口及び世帯数 －町丁・字等” (CSV). 2021年7月20日閲覧。
8. ↑  総務省統計局 (2014年6月27日). “平成17年国勢調査の調査結果(e-Stat) - 男女別人口及び世帯数 －町丁・字等” (CSV). 2021年7月21日閲覧。
9. ↑  総務省統計局 (2012年1月20日). “平成22年国勢調査の調査結果(e-Stat) - 男女別人口及び世帯数 －町丁・字等” (CSV). 2021年7月21日閲覧。
10. ↑  総務省統計局 (2017年1月27日). “平成27年国勢調査の調査結果(e-Stat) - 男女別人口及び世帯数 －町丁・字等” (CSV). 2021年7月21日閲覧。

### 書籍
1. 1 2 3 4 5 6 7 8 9 10 11  「角川日本地名大辞典」編纂委員会 1989, p. 1660.